# 636 г. пр.н.е.

## Събития

### В Азия

#### В Асирия
- Цар на Асирия е Ашурбанипал (669/8 – 627 г. пр.н.е.).[1]
- Цар Кандалану (648/7 – 627 г. пр.н.е.) управлява Вавилон като подчинен на асирийския цар.[2]

### В Африка

#### В Египет
- Псаметих (664 – 610 г. пр.н.е.) е фараон на Египет.[3][4]

### В Европа
- В Гърция се провеждат 36-тe Олимпийски игри:
  - Победител в дисциплината бягане на разстояние един стадий става Фринон от Атина.[5]
- Тази година e една от най-вероятните (другите са 632 г. пр.н.е. и 628 г. пр.н.е.), в които Килон събира група свои поддръжници и за кратко превзема атинския Акропол в опит да заграби властта.[6][7]